# Inestrillas
Inestrillas es una pedanía del municipio de Aguilar del Río Alhama, en la comunidad autónoma de La Rioja.

## Historia
Los orígenes de esta población son remotos en el tiempo, como lo atestigua el poblado de Contrebia Leucade (llamado Clunia por los lugareños), situado a un kilómetro de Inestrillas. La ciudad es un gran yacimiento arqueológico celtíbero, cuyo mayor esplendor fue entre los siglos IV a. C. hasta el siglo IX.
A la entrada a la aldea, se pueden observar los restos de viviendas rupestres y semirrupestres en la pared rocosa de la parte más antigua de la aldea, que dieron refugio a sus pobladores en la Alta Edad Media.

## Demografía
Inestrillas contaba a 1 de enero de 2024 con una población de 47 habitantes, 25 hombres y 22 mujeres.
| Gráfica de evolución demográfica de Inestrillas entre 2000 y 2010                                |
|                                                                                                  |
| Población de derecho (2000-2010) según los censos de población del INE a 1 de enero de cada año. |

## Naturaleza
La zona tiene interesantes valores naturales, entre los que destacan:
- La vega del río Alhama
- La vega del río Añamaza
- La sierra de Alcarama

### Flora y fauna
El río Alhama y río Añamaza y su pantano, situado un profundo cañón calizo, albergan una de las principales colonias riojanas de buitre leonado. También hay abundantes aves de presa. El espeso matorral mediterráneo da refugio jabalíes y otros mamíferos.

## Turismo y ocio

### Senderismo
Los amantes del senderismo disponen de varias opciones por la zona. Entre ellas, destaca el llamado camino verde, siguiendo el curso del río Alhama desde Aguilar del Río Alhama hasta casi Las Ventas.

### Monumentos
- Iglesia Parroquial de la Natividad

Construida de sillería y adosada a la montaña comenzó como torre, levantada por Fortún Ortiz a partir de 1547 y ampliada por Juan de Sabogal a partir de 1560. 
- Ermita de San Antonio

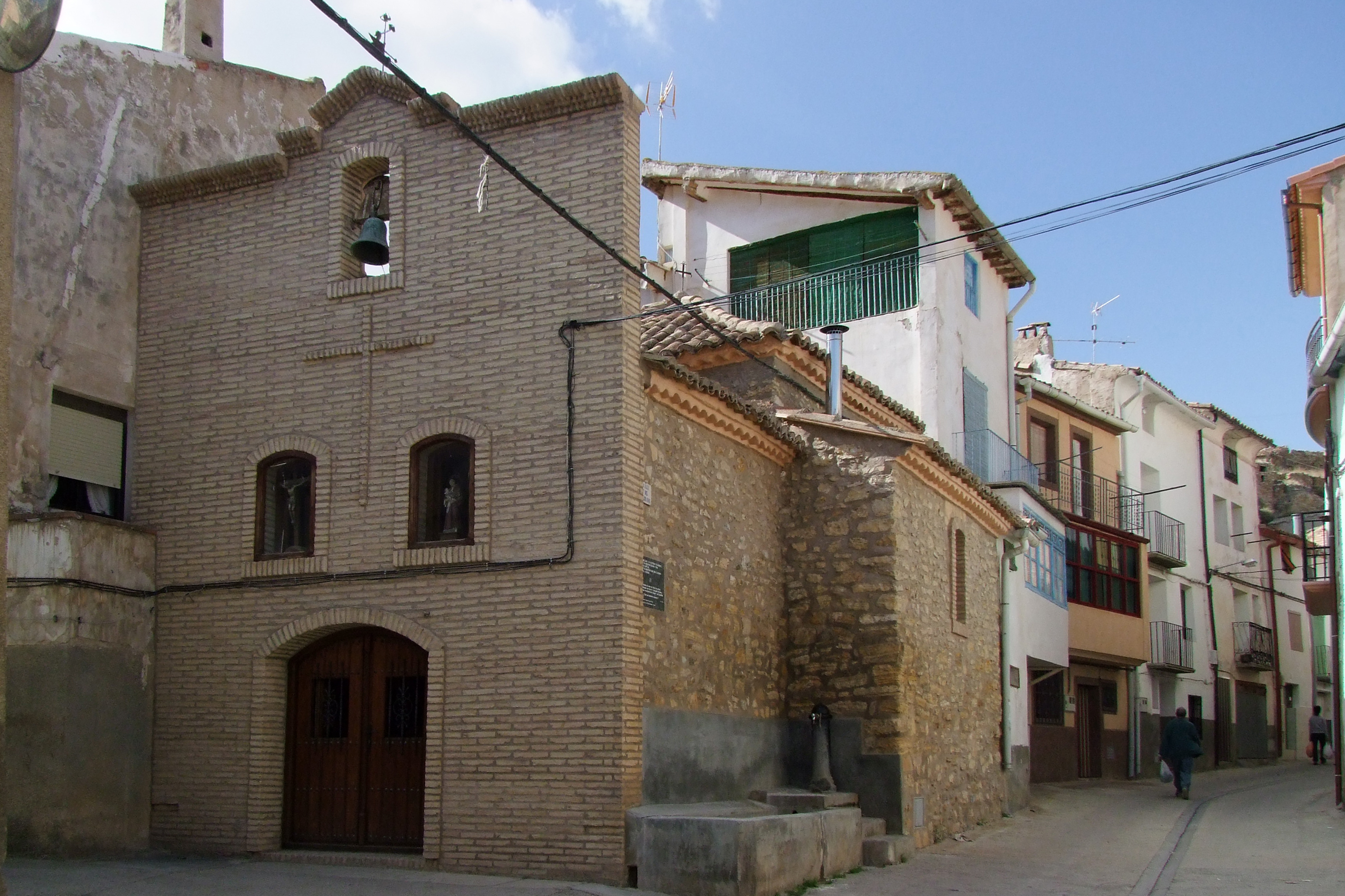
Ermita de San Antonio de Padua.

De estilo barroca, su construcción data de 1746. 
- Ermita de la Virgen del Prado

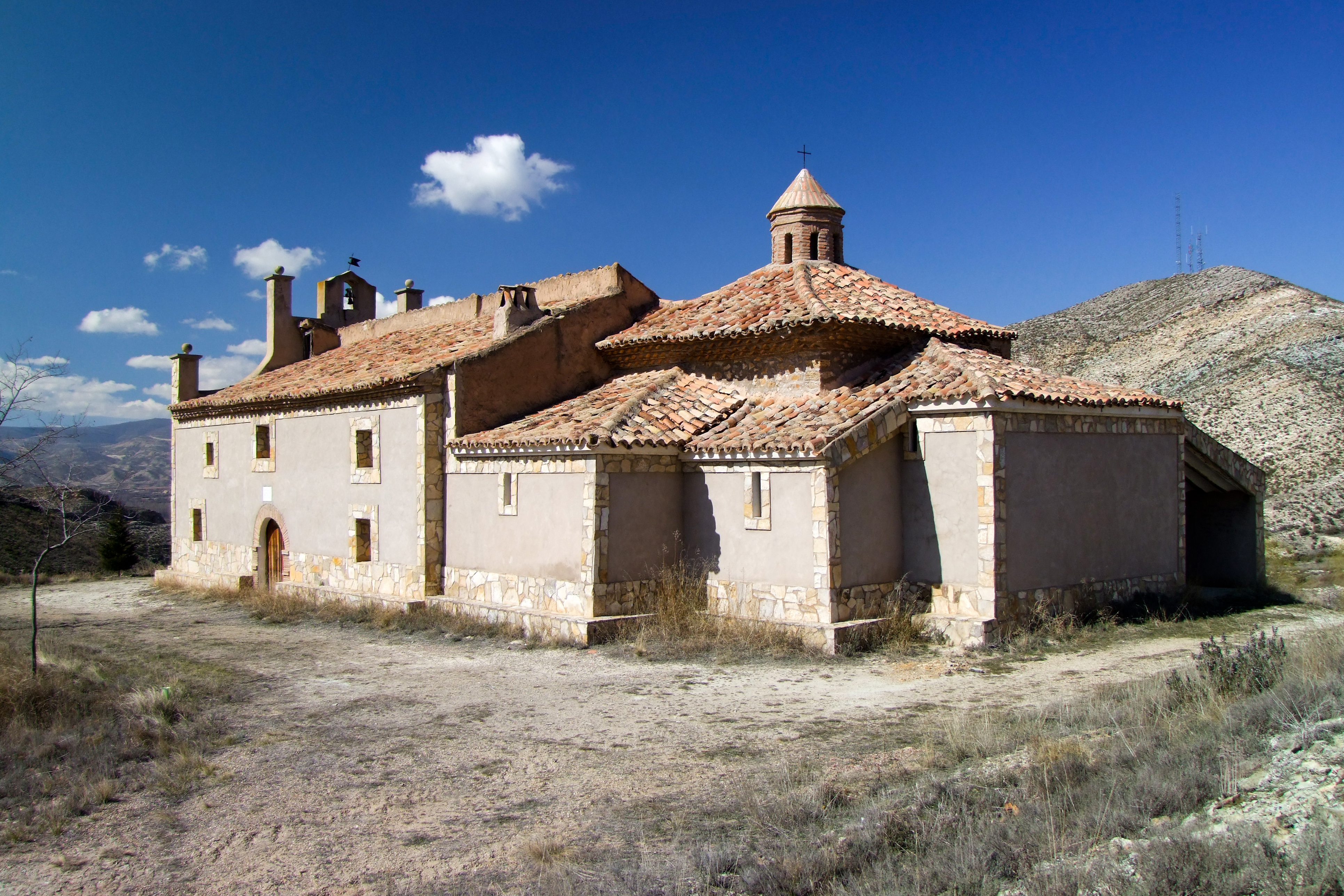
Ermita de la Virgen del Prado.

De estilo barroco (Siglo XVIII), recientemente fue restaurada, gracias a una asociación privada. 
- Huellas de dinosaurios

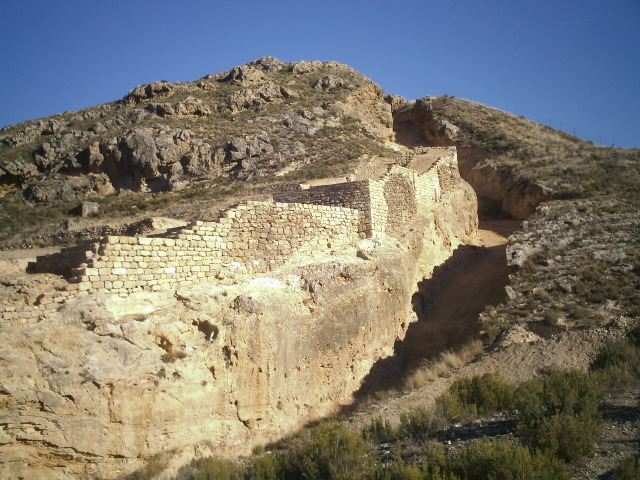
Contrebia Leucade. Muralla y foso celtíberos.

Próximo a la ermita de la Virgen del Prado, se encuentra el yacimiento de icnitas de dinosaurios más antiguas de La Rioja: 140 millones de años. 
- Viviendas rupestres

A la entrada a la aldea, se pueden observar los restos de viviendas rupestres y semirrupestres en la pared rocosa. Datan de la Alta Edad Media.
- Contrebia Leucade

Contrebia Leucade, es el yacimiento arqueológico más importante de La Rioja.

### Fiestas, romerías y tradiciones
- Fiestas patronales. El día 8 de septiembre, Virgen de La Natividad; se celebran el último fin de semana de agosto.
- La romería a la Virgen del Prado. Se celebra el domingo de Pentecostés.
- 3 de mayo, día de La Cruz. Se traslada al primer sábado de mayo y se realiza una romería a la ermita de la Virgen de los Remedios, en Gutur. De este día son tradicionales los bodigos (pan relleno de huevo y chorizo).
- San Antón. Con hogueras y asado de alimentos el 17 de enero.

## Personajes célebres
Raquel Meller (1888-1962), nació en Tarazona, pero pasó en Inestrillas su infancia y juventud, ya que su madre era oriunda de la villa. Fue una de las más importantes cantantes españolas.

## Comunicaciones y accesos
Se accede por la carretera local LR-284, que une Cervera del Río Alhama con Aguilar del Río Alhama.

## Empresas y negocios
La villa vive fundamentalmente de la agricultura y la ganadería, además del turismo, ya que está junto al poblado celtíbero de Contrebia Leucade.